# María Galiana
María Galiana (ur. 31 maja 1935 w Sewilli) – hiszpańska aktorka filmowa. Przez 40 lat aż do przejścia na emeryturę w 2000 pracowała jako nauczycielka historii sztuki w szkole średniej. Swoją karierę aktorską rozpoczęła dopiero w wieku 50 lat. Laureatka Nagrody Goya dla najlepszej aktorki drugoplanowej za rolę dobrodusznej matki  w filmie Samotne (1999) Benito Zambrano.